# San José Tulapan
San José Tulapan är en ort i Mexiko.   Den ligger i kommunen Juan Rodríguez Clara och delstaten Veracruz, i den sydöstra delen av landet, 400 km öster om huvudstaden Mexico City. San José Tulapan ligger 108 meter över havet och antalet invånare är 192.
Terrängen runt San José Tulapan är platt, och sluttar söderut. Runt San José Tulapan är det ganska glesbefolkat, med 27 invånare per kvadratkilometer. Närmaste större samhälle är Los Tigres, 8,2 km norr om San José Tulapan. Omgivningarna runt San José Tulapan är en mosaik av jordbruksmark och naturlig växtlighet.